# 17 messidor
17 prairial 17 thermidor
Le septidi 17 messidor, officiellement dénommé jour de la groseille, est le 287e jour de l'année du calendrier républicain.
C'était généralement le 5e jour du mois de juillet dans le calendrier grégorien.